# Comitato paralimpico figiano
Il comitato paralimpico figiano è un comitato paralimpico nazionale per lo sport per disabili delle Figi.